# CUS Napoli
CUS Napoli è il gruppo sportivo universitario partenopeo nato nel 1945, strutturato al Centro Universitario Sportivo Italiano.
Attualmente è attiva con una propria squadra nei seguenti sport: atletica leggera, basket, calcio, golf, judo, nuoto, pallavolo, scherma, taekwondo, tennis.
Possono iscriversi alle attività sportive e agonistiche del CUS Napoli gli studenti, i docenti e il personale non docente delle università: Federico II, L'Orientale, Parthenope, Suor Orsola Benincasa, Vanvitelli, Accademia di Belle Arti di Napoli e Conservatorio di San Pietro a Majella.

## Stabilimenti
La sede centrale del CUS Napoli è in via Campegna, nel rione Cavalleggeri d'Aosta, mentre un altro impianto sportivo è parte del complesso universitario di Monte Sant'Angelo in via Cinthia. Entrambe le strutture sono di proprietà dell'Università Federico II e sono site nel quartiere di Fuorigrotta. Nelle immediate vicinanze della struttura centrale di via Campegna sono anche siti gli impianti di golf (via Cupa del Poligono) e quelli polifunzionali in comodato d'uso all'Università Parthenope (via Cincinnato); entrambi gli stabilimenti non sono di proprietà del CUS.

### Strutture di Via Campegna
- Palestra fitness (1800 m²)
- Piscina coperta (2.000 m²)
- Piscine scoperte (100 m²)
- Pista di atletica leggera (10.000 m²)
- Campo di calcio e rugby (110x70 m)
- Palestra agonisti (220 m²)
- Palestra polifunzionale (2500 m²)
- Campi da tennis (5000 m²)
- Campi di calcetto (1600 m²)
- Sala scherma (500 m²)
- Sale arti marziali (650 m²)
- Sala pilates (150 m²)
- Sala Yoga e Rio Abierto (300 m²)
- Palestra multiuso (350 m²)

### Strutture di Monte Sant'Angelo
- Campo polivalente (800 m²)
- Campo polifunzionale (500 m²)

### Strutture di via Cupa detta del poligono
- Campo di calcio e di hockey su erba
- Palestre (800 m²)
- Campi multiuso in erba

### Strutture di via Cincinnato
- Aree polifunzionali (2500 m²)

## Presidenti del CUS Napoli
- Ugo Novia (1943-1945)-(1949-1954)
- Mario Del Vecchio (1946-1948)
- Giuseppe Cuomo (1955 - 1957)
- Aurelio D'Orsi (1958-1960)
- Ferdinando Passerini (1961-1963)
- Lucio Pasquale Scandizzo (1966-1968)
- Raimondo Pasquino (1974-1976)
- Carlo Merola (1977-1984)
- Elio Cosentino (1969-1973)-(1985-2024)
- Paola Del Giudice (2024-presente)